# Sport Club Kriens 2017-2018
Questa voce raccoglie le informazioni riguardanti lo Sport Club Kriens nelle competizioni ufficiali della stagione 2017-2018.

## Stagione
Nella stagione 2017-2018 il Kriens, allenato da Bruno Berner, concluse il campionato di Promotion League al 1º posto.

## Rosa
| N. |                                 | Ruolo | Calciatore        |
| -- | ------------------------------- | ----- | ----------------- |
| 1  | Nigeria (bandiera)              | P     | Sebastian Osigwe  |
| 2  | Svizzera (bandiera)             | D     | Nikola Mijatovic  |
| 3  | Svizzera (bandiera)             | D     | Daniel Fanger     |
| 4  | Svizzera (bandiera)             | D     | Manuel Fäh        |
| 6  | Svizzera (bandiera)             | C     | Anthony Bürgisser |
| 7  | Svizzera (bandiera)             | C     | Marco Wiget       |
| 8  | Svizzera (bandiera)             | C     | Dominic Schilling |
| 9  | Macedonia del Nord (bandiera)   | A     | Skumbim Sulejmani |
| 10 | Svizzera (bandiera)             | C     | Marco Mangold     |
| 11 | Svizzera (bandiera)             | A     | Nahuel Allou      |
| 12 | Svizzera (bandiera)             | C     | Edmond Selmani    |
| 13 | Svizzera (bandiera)             | D     | Stefan Marinković |
| 13 | Bosnia ed Erzegovina (bandiera) | C     | Admir Seferagic   |

| N. |                               | Ruolo | Calciatore          |
| -- | ----------------------------- | ----- | ------------------- |
| 14 | Croazia (bandiera)            | D     | Marijan Urtic       |
| 15 | Macedonia del Nord (bandiera) | C     | Goran Stojanov      |
| 16 | Svizzera (bandiera)           | C     | Stefano Cirelli     |
| 17 | Palestina (bandiera)          | A     | Saleh Chihadeh      |
| 18 | Svizzera (bandiera)           | P     | Pascal Brügger      |
| 19 | Macedonia del Nord (bandiera) | C     | Enis Ramadani       |
| 20 | Svizzera (bandiera)           | A     | Bojan Malbasic      |
| 21 | Svizzera (bandiera)           | A     | Nico Siegrist       |
| 22 | Svizzera (bandiera)           | P     | Luca Bühlmann       |
| 23 | Svizzera (bandiera)           | C     | Diogo Costa         |
| 24 | Svizzera (bandiera)           | D     | Kevin Röthlisberger |
| 25 | Kosovo (bandiera)             | D     | Fisnik Hasanaj      |

## Organigramma societario
Area tecnica
- Allenatore: Bruno Berner
- Allenatore in seconda:
- Preparatore dei portieri:
- Preparatori atletici:

## Calciomercato

### Sessione estiva
| Acquisti | Acquisti          | Acquisti       | Acquisti |
| R.       | Nome              | da             | Modalità |
| -------- | ----------------- | -------------- | -------- |
| C        | Marco Mangold     | Winterthur     |          |
| C        | Stefano Cirelli   | Zurigo II      |          |
| P        | Pascal Brügger    | Winterthur U18 |          |
| A        | Saleh Chihadeh    | Naters         |          |
| D        | Stefano Geri      | Utd Zurigo     |          |
| A        | Bojan Malbasic    | Buochs         |          |
| C        | Dominic Schilling | Buochs         |          |
| C        | Edmond Selmani    | Zofingen       |          |
| D        | Marijan Urtic     | Chiasso        |          |

| Cessioni | Cessioni     | Cessioni             | Cessioni |
| R.       | Nome         | a                    | Modalità |
| -------- | ------------ | -------------------- | -------- |
| D        | Chris Kablan | Thun Berner Oberland |          |

### Sessione invernale
| Acquisti | Acquisti         | Acquisti        | Acquisti |
| R.       | Nome             | da              | Modalità |
| -------- | ---------------- | --------------- | -------- |
| C        | Enis Ramadani    | Rapperswil-Jona |          |
| D        | Nikola Mijatovic | Grasshoppers II |          |

| Cessioni | Cessioni     | Cessioni   | Cessioni |
| R.       | Nome         | a          | Modalità |
| -------- | ------------ | ---------- | -------- |
| D        | Stefano Geri | Utd Zurigo |          |

## Risultati

### Promotion League
| Arbitro: | Piccolo |

|                          |           |  |
| Chihadeh 12’ Cirelli 77’ | Marcatori |  |

| Arbitro: | Brunner |

|  |           |                                |
|  | Marcatori | 27’ Siegrist 34’, 90’ Chihadeh |

| Arbitro: | Wolfensberger |

|                        |           |                       |
| Sulejmani 44’ Geri 56’ | Marcatori | 39’ Kouamé 72’ Stahel |

| Arbitro: | Morais |

|  |           |               |
|  | Marcatori | 90’ Seferagic |

| Arbitro: | Ghisletta |

|                                      |           |            |
| Sulejmani 35’, 38’, 74’ Chihadeh 90’ | Marcatori | 65’ Riedle |

| Arbitro: | Gianforte |

|              |           |                                 |
| Stojanov 29’ | Marcatori | 6’, 54’ Sulejmani 61’ Schilling |

| Arbitro: | Roth |

|                                                           |           |                                |
| Schilling 36’ Chihadeh 37’, 51’ Seferagic 86’ (rig.), 88’ | Marcatori | 68’ Giampà 78’ (rig.) Dätwyler |

| Arbitro: | Huber |

|  |           |                          |
|  | Marcatori | 38’ Fargues 52’ Chentouf |

| Arbitro: | Cibelli |

|                       |           |                                        |
| Stefanovic 63’ (rig.) | Marcatori | 10’ Siegrist 49’ (rig.), 69’ Seferagic |

| Arbitro: | Turkes |

|                  |           |  |
| Chihadeh 5’, 64’ | Marcatori |  |

| Arbitro: | Jancevski |

|                       |           |                                                               |
| Conus 28’ Schmidt 74’ | Marcatori | 49’ (aut.) Adamczyk 52’ (rig.), 71’ (rig.) Hasanaj 86’ Fanger |

| Emmen 14 ottobre 2017, ore 18:00 CEST 12ª giornata | Kriens  | 0 – 0 referto | YF Juventus | Stadion Gersag (480 spett.)\| Arbitro: \| Brunner \| |
| Arbitro:                                           | Brunner |               |             |                                                      |

| Arbitro: | Bosnic |

|                      |           |              |
| Pinga 41’ Yartey 90’ | Marcatori | 54’ Siegrist |

| Arbitro: | Roth |

|                                                 |           |             |
| Seferagic 36’ (rig.) Chihadeh 67’ Sulejmani 86’ | Marcatori | 59’ Parapar |

| Arbitro: | Morais |

|                     |           |                        |
| Kok 55’, 83’ (rig.) | Marcatori | 30’ Costa 47’ Chihadeh |

#### Girone di ritorno
| Arbitro: | Ljatifi |

|  |           |                                       |
|  | Marcatori | 4’ Siegrist 54’ Selmani 80’ Sulejmani |

| Arbitro: | Cibelli |

|                          |           |                      |
| Selmani 24’ Siegrist 33’ | Marcatori | 17’ Rushenguziminega |

| Arbitro: | Staubli |

|                                    |           |           |
| Rexhepi 22’ Kouamé 53’ Berisha 57’ | Marcatori | 75’ Wiget |

| Arbitro: | Rosset |

|                                    |           |             |
| Costa 1’ Sulejmani 5’ Chihadeh 76’ | Marcatori | 24’ Martins |

| Arbitro: | Superczynski |

|              |           |  |
| Abegglen 77’ | Marcatori |  |

| Arbitro: | Gut |

|                                |           |                                   |
| Chihadeh 21’ Röthlisberger 60’ | Marcatori | 47’ Emurli 55’ Miani 82’ Makshana |

| Arbitro: | Rothenfluh |

|            |           |                                                |
| Gasser 45’ | Marcatori | 10’ Fanger 12’ Siegrist 40’ Chihadeh 48’ Costa |

| Arbitro: | von Mandach |

|            |           |                                  |
| Mobulu 18’ | Marcatori | 63’ (rig.) Ramadani 73’ Chihadeh |

| Arbitro: | Brunner |

|                                      |           |                 |
| Chihadeh 28’ Fanger 47’ Ramadani 49’ | Marcatori | 73’, 88’ Nsiala |

| Arbitro: | Hänggi |

|  |           |                        |
|  | Marcatori | 16’ Siegrist 90’ Urtic |

| Arbitro: | Roth |

|                                       |           |  |
| Ramadani 19’ Chihadeh 28’ Selmani 81’ | Marcatori |  |

| Arbitro: | Ghisletta |

|  |           |                                                        |
|  | Marcatori | 11’ Siegrist 28’ Wiget 60’ Chihadeh 88’, 90’ Sulejmani |

| Arbitro: | Horisberger |

|                               |           |  |
| Ramadani 3’, 25’ Siegrist 39’ | Marcatori |  |

| Arbitro: | Jancevski |

|           |           |                        |
| Puemi 14’ | Marcatori | 75’ Wiget 78’ Chihadeh |

| Arbitro: | Turkes |

|                                                    |           |              |
| Costa 7’ Sulejmani 14’, 35’, 81’ Chihadeh 38’, 59’ | Marcatori | 53’ Lahiouel |

## Statistiche

### Statistiche di squadra
| Competizione     | Punti | In casa | In casa | In casa | In casa | In casa | In casa | In trasferta | In trasferta | In trasferta | In trasferta | In trasferta | In trasferta | Totale | Totale | Totale | Totale | Totale | Totale | DR  |
| Competizione     | Punti | G       | V       | N       | P       | Gf      | Gs      | G            | V            | N            | P            | Gf           | Gs           | G      | V      | N      | P      | Gf     | Gs     | DR  |
| ---------------- | ----- | ------- | ------- | ------- | ------- | ------- | ------- | ------------ | ------------ | ------------ | ------------ | ------------ | ------------ | ------ | ------ | ------ | ------ | ------ | ------ | --- |
| Promotion League | 69    | 15      | 11      | 2       | 2       | 40      | 16      | 15           | 11           | 1            | 3            | 36           | 15           | 30     | 22     | 3      | 5      | 76     | 31     | +45 |
| Totale           | 69    | 15      | 11      | 2       | 2       | 40      | 16      | 15           | 11           | 1            | 3            | 36           | 15           | 30     | 22     | 3      | 5      | 76     | 31     | +45 |

### Andamento in campionato
| Giornata  | 1 | 2 | 3 | 4 | 5 | 6 | 7 | 8 | 9 | 10 | 11 | 12 | 13 | 14 | 15 | 16 | 17 | 18 | 19 | 20 | 21 | 22 | 23 | 24 | 25 | 26 | 27 | 28 | 29 | 30 |
| --------- | - | - | - | - | - | - | - | - | - | -- | -- | -- | -- | -- | -- | -- | -- | -- | -- | -- | -- | -- | -- | -- | -- | -- | -- | -- | -- | -- |
| Luogo     | C | T | C | T | C | T | C | C | T | C  | T  | C  | T  | C  | T  | T  | C  | T  | C  | T  | C  | T  | T  | C  | T  | C  | T  | C  | T  | C  |
| Risultato | V | V | N | V | V | V | V | P | V | V  | V  | N  | P  | V  | N  | V  | V  | P  | V  | P  | P  | V  | V  | V  | V  | V  | V  | V  | V  | V  |
| Posizione | 2 | 1 | 1 | 1 | 1 | 1 | 1 | 1 | 1 | 1  | 1  | 1  | 2  | 1  | 1  | 1  | 1  | 2  | 2  | 2  | 2  | 2  | 2  | 1  | 1  | 1  | 1  | 1  | 1  | 1  |

Legenda:

Luogo: C = Casa; T = Trasferta. Risultato: V = Vittoria; N = Pareggio; P = Sconfitta.

### Statistiche dei giocatori
| N. Allou         | 4  | 0  | 0 | 0 |
| P. Brügger       | 1  | 0  | 0 | 0 |
| L. Bühlmann      | 0  | 0  | 0 | 0 |
| A. Bürgisser     | 7  | 0  | 1 | 0 |
| S. Chihadeh      | 29 | 20 | 1 | 0 |
| S. Cirelli       | 25 | 1  | 2 | 0 |
| D. Costa         | 27 | 4  | 5 | 0 |
| D. Fanger        | 26 | 3  | 3 | 0 |
| M. Fäh           | 26 | 0  | 2 | 0 |
| S. Geri          | 9  | 1  | 1 | 0 |
| F. Hasanaj       | 19 | 2  | 4 | 0 |
| B. Malbasic      | 8  | 0  | 3 | 0 |
| M. Mangold       | 1  | 0  | 0 | 0 |
| S. Marinković    | 0  | 0  | 0 | 0 |
| N. Mijatovic     | 12 | 0  | 1 | 0 |
| S. Osigwe        | 29 | 0  | 0 | 0 |
| E. Ramadani      | 9  | 5  | 0 | 0 |
| K. Röthlisberger | 15 | 1  | 2 | 1 |
| D. Schilling     | 20 | 2  | 2 | 1 |
| A. Seferagic     | 17 | 6  | 5 | 0 |
| E. Selmani       | 24 | 3  | 2 | 0 |
| N. Siegrist      | 29 | 9  | 3 | 0 |
| G. Stojanov      | 16 | 0  | 1 | 0 |
| S. Sulejmani     | 23 | 14 | 2 | 0 |
| M. Urtic         | 20 | 1  | 5 | 0 |
| M. Wiget         | 22 | 3  | 2 | 1 |